# Напиток
Напи́ток (от гл. пить) — жидкость, предназначенная для питья.

## Общая характеристика
Напитки являются одним из наиболее важных элементов культуры питания. Они представляют собой продукты, которые утоляют жажду (охлаждающие напитки), а также часто оказывают определённое возбуждающее (тонизирующие напитки, энергетические напитки), пьянящее (алкогольные напитки), галлюциногенное (например, аяуаска) воздействие. Сырьём для производства большинства напитков обычно служат различные сахаристые продукты — мёд, фруктовые и древесные соки (берёзовый, кленовый, кокосовое молоко, сок сахарной пальмы), агавы, сахарного тростника и др.). У населения средиземноморья напитки издавна традиционно изготавливались преимущественно из винограда,  в странах с умеренным климатом — из зерна, а у скотоводческих народов — из молока.

## Прохладительные напитки

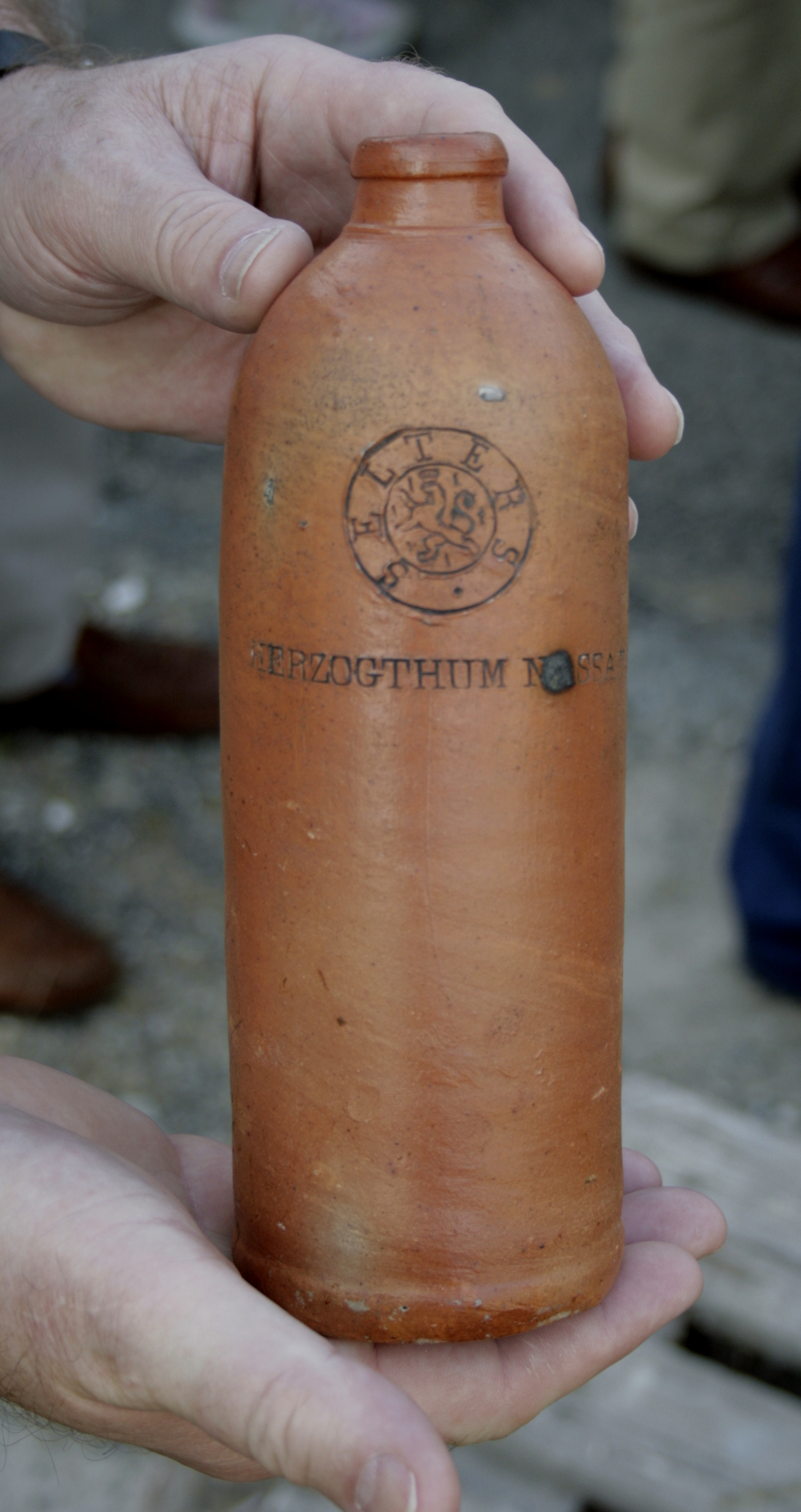
Сельтерская вода

Естественным прохладительным напитком является вода — чистая или минеральная (как добытая из природных минеральных источников, так и искусственно минерализованная), газированная или негазированная. Она же может являться основой для большинства напитков, потребляемых человеком. В воду добавляют различные ароматические добавки и соки (включая соки дикорастущих растений: арбузов в Калахари, сердцевины кактусов в Мексике, древесные соки и т. д.). Прохладительные напитки изготавливаются также на основе различных фруктов (см. шербет, компот, узвар), семян злаковых культур (отвары из поджаренных измельчённых зёрен риса или проса), среди скотоводческих народов — на основе целостного, снятого или кислого молока, в ряде случаев с добавлением соли, сахаристых веществ, крови животных, ароматических трав и т. п. Некоторые прохладительные напитки на зерновой, фруктовой (квас) и молочной (айран, кумыс) основе также могут содержать небольшое количество алкоголя.

## Алкогольные напитки

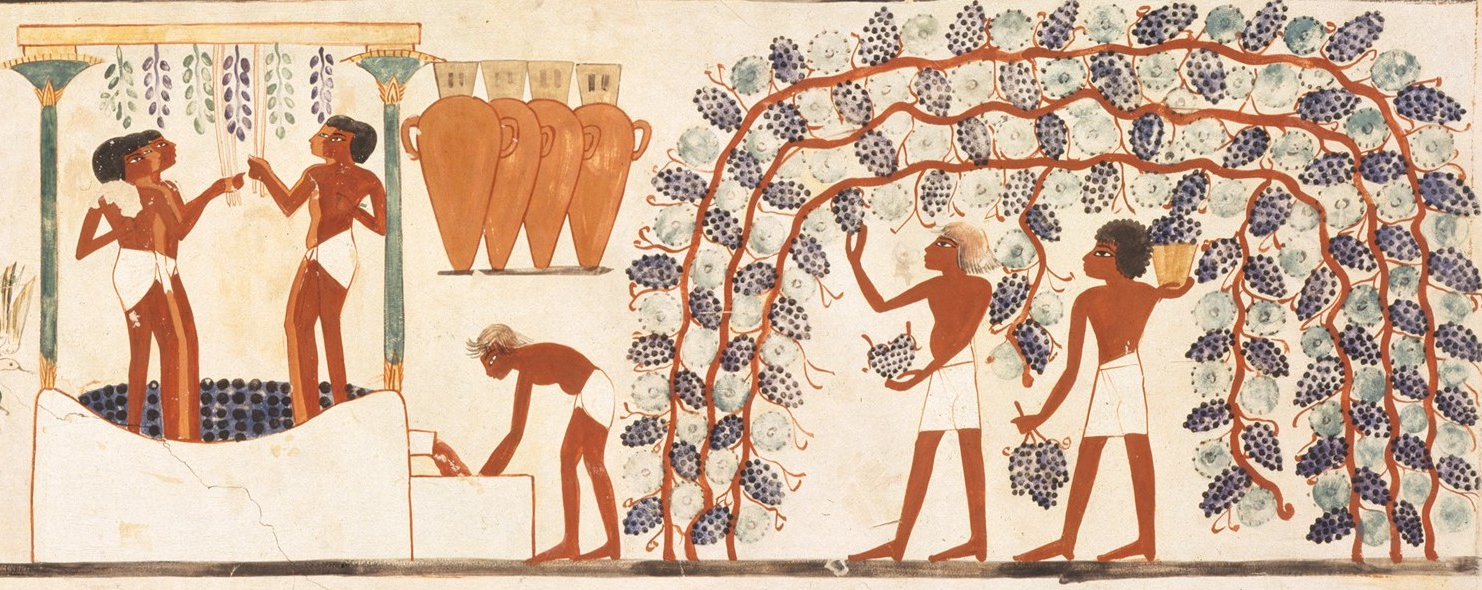
Рисунок (копия) из гробницы Нахта, XV век до н. э., Древний Египет. Выставлено в Метрополитен-музее

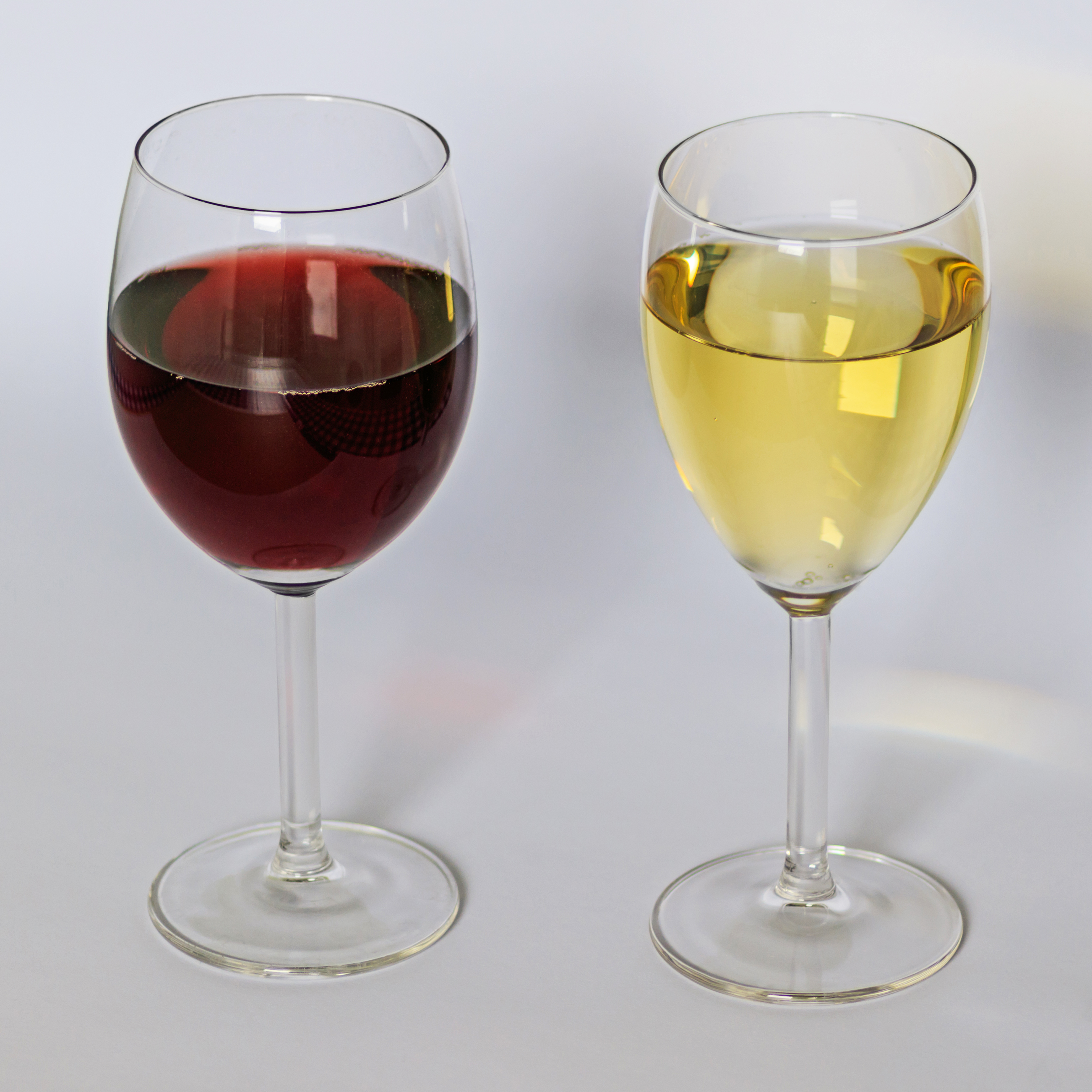
Бокал красного и белого вина

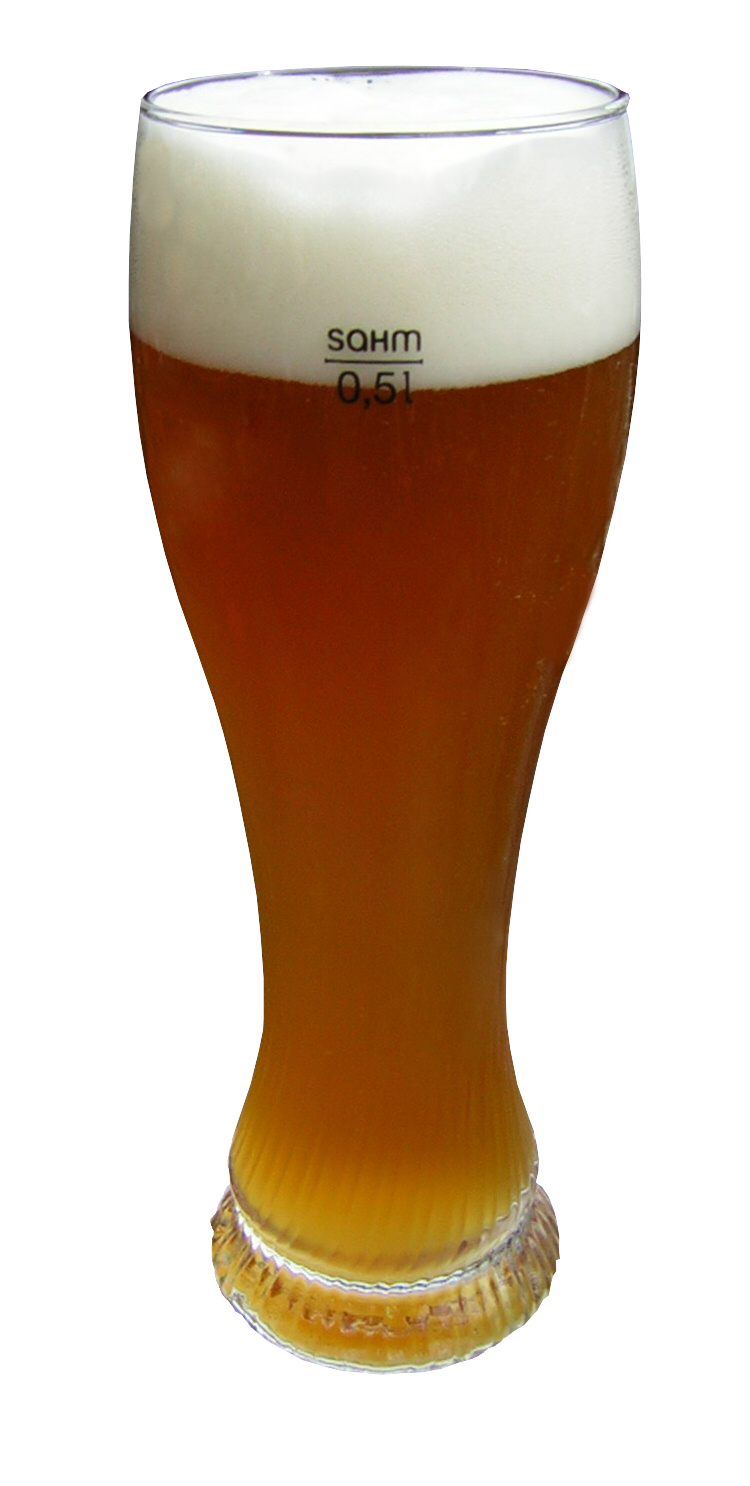
Баварское пшеничное пиво

Алкогольные напитки — напитки, содержащие не менее 1,2 % этилового спирта, полученного из спиртового углеводсодержащего сырья. В древности приготовлялись брожением.
Алкогольные напитки составляют важную часть культуры праздников различных народов с древности. Их употребление входит в состав многих религиозных ритуалов. В мифологии различных народов им приписывали божественное происхождение, волшебные, либо чудотворные особенности и свойства. Древнейшее известное происхождение, судя по всему, имеют слабоалкогольные напитки, изготавливаемые при помощи естественного сбраживания сырья — виноградного (вино), фруктового (плодовые вина, яблочный сидр), а также древесного сока (пальмовое вино), агавы (шарике), мёда, зерна (пиво, просяная буза), молока (кумыс). Крепкие алкогольные напитки получили распространение с эпохи Средневековья. Перегонный аппарат для дистилляции спирта был изобретён александрийскими (I—III вв.), а затем арабскими (IX—X вв.) алхимиками и учёными. Первые свидетельства о дистилляции спирта в Европе (Aqua vitae — «живая вода») датируются XII веком для территории Италии. Сперва крепкие алкогольные напитки применялись в медицинских целях, а начиная с позднего Средневековья — уже вошли в бытовую культуру. Начиная с эпохи Великих географических открытий крепкие алкогольные напитки изготавливаются не только на традиционной виноградной или зерновой основе, но и из сахарного тростника (Вест-Индской ром), агавы (мексиканская текила), пальмового сока (арак в Южной и Юго-Восточной Азии) и др.
Распространение крепких алкогольных напитков создало проблему алкоголизма. По данным ВОЗ (Всемирная организация здравоохранения) за 2016 год, более 3 млн человек в год умерли в результате чрезмерного употребления алкоголя. По подсчётам, спиртосодержащие напитки являются причиной каждой 20-й смерти. Одна четверть летальных случаев приходится на женщин. По подсчётам ВОЗ, у 237 млн мужчин и 46 млн женщин есть проблемы с алкоголем. Наибольшая распространённость алкоголизма наблюдается в Европе и странах Южной и Северной Америки, а нарушения, связанные с употреблением алкоголя, чаще всего встречаются у жителей благополучных стран.
Среди алкогольных напитков есть изделия с низким содержанием алкоголя, изготовленные путём сбраживания сахаро- или крахмалосодержащих продуктов, и изделия с высоким содержанием алкоголя, изготавливаемые путём перегонки изделий с низким содержанием алкоголя. Иногда количество алкоголя в изделиях с низким его содержанием увеличивают, добавляя продукты перегонки, особенно часто так делают с вином. Среди таких креплёных вин — портвейн и херес. Бормотуха тоже относится к этому классу. Применяемый процесс изготовления (а также получаемое содержание алкоголя) определяют получаемый продукт. Для пива применяется относительно короткий (неполный) процесс брожения и такой же короткий процесс выдержки (несколько недель), и в результате содержание алкоголя обычно не превышает 3—8 %. Вино предполагает более долгий (полный) период брожения и относительно долгий период выдержки (месяцы или годы, иногда десятилетия), в результате чего содержание алкоголя составляет 7—18 % (игристое вино обычно изготавливается с добавлением небольшой порции сахара перед бутилированием). Продукты перегонки обычно не изготавливаются из пива, и до окончания перегонки эти изделия не выдерживаются. Водка изготовляется путём разбавления спирта водой; в некоторые виды добавляются различные ароматические и вкусовые ингредиенты. Водку обычного качества изготавливают из спирта-ректификата, но более высококачественную водку готовят из зернового спирта-дистиллята.
Основной способ получения спиртных напитков — биологическое брожение. При брожении, кроме этилового спирта, образуется ряд других веществ, собирательно называемых сивушными маслами, а также летучие альдегиды и фурфурол. Лёгкие примеси и сивушные масла обладают высокой токсичностью, поэтому из крепких напитков их удаляют с помощью перегонки (соответственно, первая и последняя фракция), очистки активированным углём, промежуточным окислением (например, перманганатом калия) и др.
- Вино — алкогольный напиток, получаемый полным или частичным спиртовым брожением виноградного сока.
- Пиво — слабоалкогольный напиток, получаемый спиртовым брожением солодового сусла с помощью пивных дрожжей, обычно с добавлением хмеля.
- Сидр — слабоалкогольный напиток, обычно шампанизированный, получаемый путём сбраживания яблочного, реже грушевого или другого фруктового сока без добавления дрожжей.
- Медовуха — алкогольный напиток из воды, мёда и дрожжей с различными вкусовыми добавками.

### Крепкие спиртные напитки

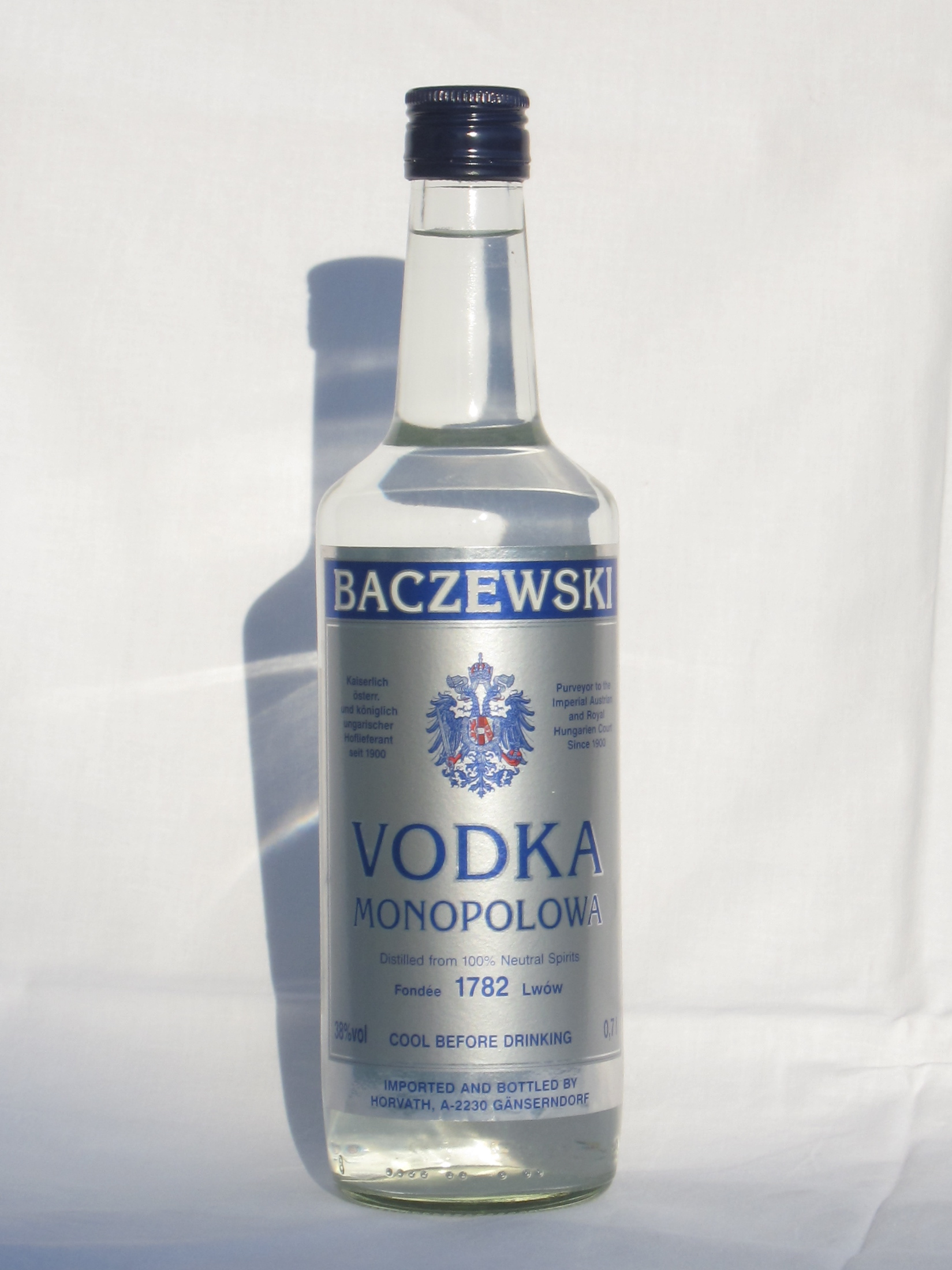
Бутылка водки

Спиртные напитки приготовляются при помощи перегонного куба ректификационной колонны или других способов повышения крепости, без привлечения микроорганизмов.
Крепкий алкоголь, к примеру, ликёры, могут использовать в кулинарии для ароматизации блюда перед температурной обработкой (исключение составляют шампанское и вермут). Существуют спиртосодержащие маринады, в которых этиловый спирт соединяется с кислотами и кислородом, придавая блюдам особый вкус, а также алкогольно-сахарные консерванты для фруктов. При этом в готовых блюдах алкоголя обычно не остаётся совсем или же присутствуют лишь крайне малые его дозы. Ещё одно применение спиртных напитков — фламбирование, то есть добавление крепкого алкоголя в готовящееся блюдо и последующее его поджигание. В некоторые блюда добавляют небольшое количество алкоголя перед подачей на стол: так в готовый консоме добавляют немного мадеры. Такие десерты как тирамису, эгг-ног, трайфл, силлабаб, кранахан, сабайон и другие часто содержат алкоголь.
- Абсент — алкогольный напиток, важнейший компонент которого — экстракт горькой полыни, в эфирных маслах которой содержится большое количество туйона.
- Бренди — алкогольный напиток, общий термин для обозначения продуктов дистилляции виноградного вина, фруктовой или ягодной браги.
- Кальвадос — яблочный или грушевый бренди, получаемый путём перегонки сидра, из французского региона Нижняя Нормандия.
- Виски — ароматный алкогольный напиток, получаемый из различных видов зерна с использованием процессов соложения, перегонки и длительного выдерживания в дубовых бочках.
- Водка — бесцветный водно-спиртовой раствор с характерным запахом. Крепость водки может быть различной: 40,0—45,0 % 50,0 % или 56,0 % об.
- Граппа — итальянский виноградный алкогольный напиток. Изготавливается путём перегонки винограда после его отжимки в процессе изготовления вина.
- Джин — изготавливается путём перегонки пшеничного спирта с добавлением можжевельника, который придаёт джину его характерный вкус.
- Коньяк — производится из определённых сортов винограда по особой технологии.
- Ликёр — ароматный, обычно сладкий спиртной напиток из спиртованных фруктовых и ягодных соков, настоев душистых трав с добавлением кореньев, пряностей.
- Ром — изготавливаемый путём сбраживания и перегонки из побочных продуктов сахарно-тростникового производства, таких как патока и тростниковый сироп.
- Самогон — изготовляемый путём перегонки через самодельные или заводского изготовления аппараты спиртосодержащей массы (браги), получаемой в результате брожения сахарного сиропа, осахаренных зерновых, картофеля, свёклы, фруктов или других продуктов, содержащих сахар и осахаренные крахмальные вещества.
- Текила — изготавливается из сердцевины голубой агавы, традиционного для Мексики растения семейства агавовых методом дистилляции.

## Безалкогольные напитки
Безалкогольные напитки — напитки, не содержащие алкоголя. Безалкогольные напитки зачастую газируются и обычно потребляются холодными. Наиболее часто употребляемые безалкогольные напитки — это чай, кофе, соки и нектары, газированная вода, лимонад.
- Квас — традиционный славянский и балтский кислый напиток, который готовят на основе брожения из муки и солода (ржаного, ячменного) или из сухого ржаного хлеба, иногда с добавлением пахучих трав, мёда, вощины; также готовится из свёклы, фруктов, ягод.
- Компот — десертный напиток из фруктов или ягод, либо отвар фруктов в сиропе, а также смесь сухофруктов или сушёных ягод и фруктов, либо фруктовые или ягодные консервы.
- Морс — традиционный для русской кухни негазированный прохладительный напиток, ягодный сок, разбавленный водой и подслащённый.

### Соки

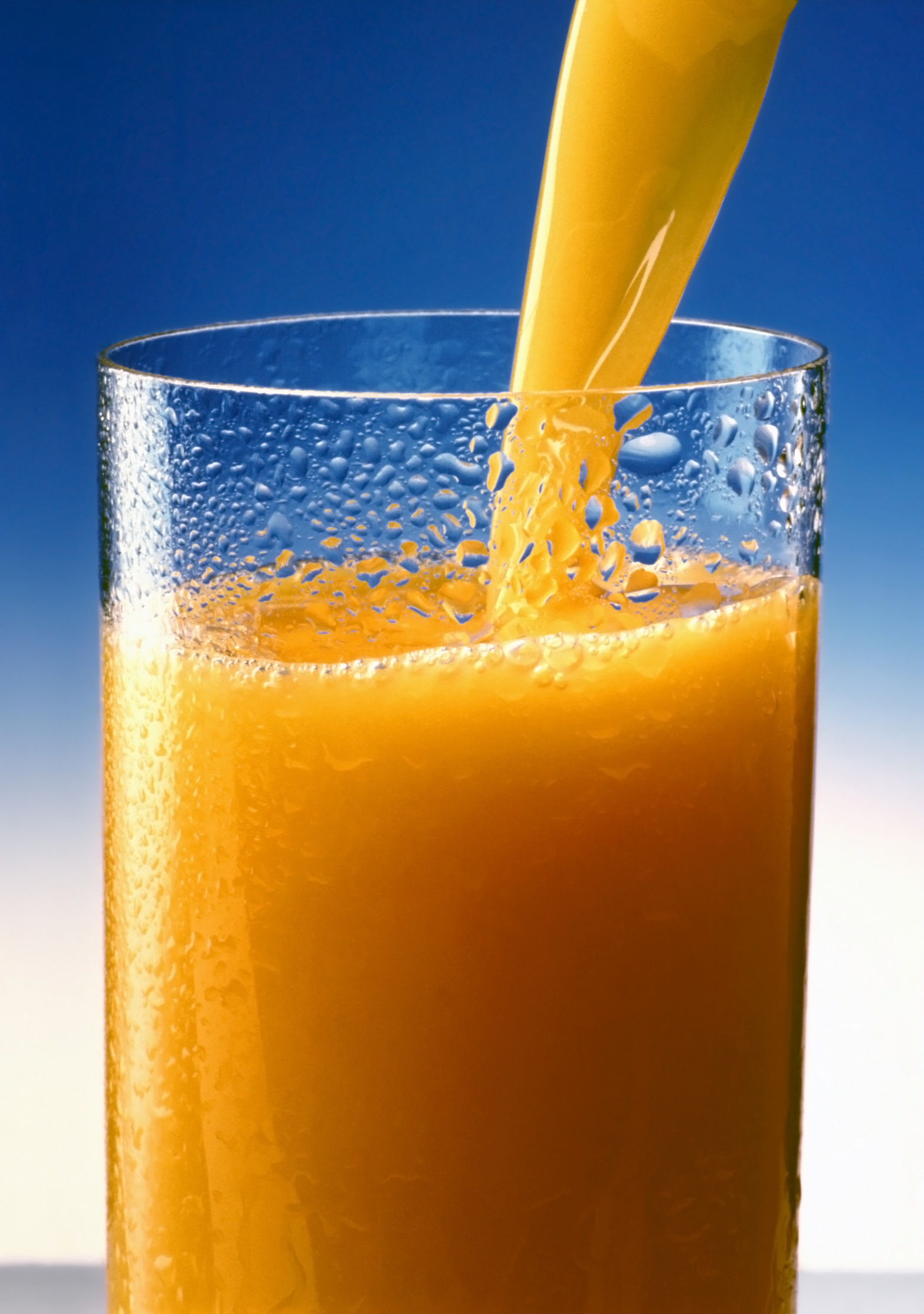
Апельсиновый сок является популярным во всем мире

Сок — жидкий пищевой продукт, полученный в результате отжима съедобных спелых плодов овощных или фруктовых культур. Сок популярен практически во всех странах мира. Наиболее распространены соки, выжатые из съедобных плодов доброкачественных, спелых фруктов и овощей. Однако существуют соки, полученные из стеблей, корней, листьев различных употребляемых в пищу трав (например, сок из стеблей сельдерея, сок из стеблей сахарного тростника).
С точки зрения потребителей, соки традиционно делят на три вида:
- Свежевыжатый (свежеотжатый) сок. Сок, который производят в присутствии потребителей с помощью ручной или механической обработки плодов или других частей растений;
- Сок прямого отжима. Это сок, изготовленный из доброкачественных спелых фруктов и овощей, прошедший пастеризацию и разлитый в асептические пакеты или стеклянную тару.
- Восстановленный сок. Это сок, произведённый из концентрированного сока и питьевой воды, который поступает в продажу в асептической упаковке.

Согласно законодательству (ТР ТС 023/2011	Технический регламент на соковую продукцию из фруктов и овощей) под соком следует понимать «жидкий пищевой продукт, который несброжен, способен к брожению, получен из съедобных частей доброкачественных, спелых, свежих или сохранённых свежими либо высушенных фруктов и (или) овощей путём физического воздействия на эти съедобные части и в котором в соответствии с особенностями способа его получения сохранены характерные для сока из одноимённых фруктов и (или) овощей пищевая ценность, физико-химические и органолептические свойства».

### Газированные напитки
Напитки, насыщенные углекислым газом, называются газированными.
Кола — тип газированных сладких напитков, зачастую содержащих кофеин.
Тоник — горько-кислый безалкогольный газированный напиток.
Газированный лимонад — сладкий безалкогольный напиток, изготавливаемый из плодов лимона.

## Тонизирующие напитки
Тонизирующие напитки традиционно были распространены в различных регионах мира — чай в Восточной Азии, кофе в Передней Азии, Восточной и Северной Африке, какао — в Мезоамерике, мате (из парагвайского падуба) — в Южной Америке. В Новое время они получили повсеместное распространение.

## Молочные напитки

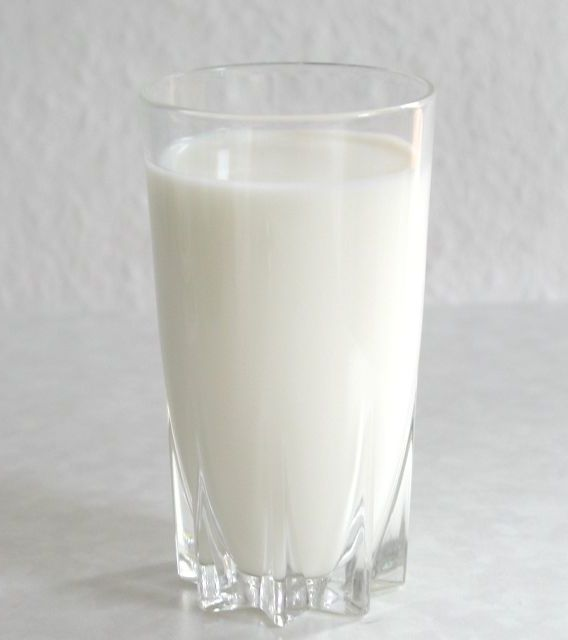
Стакан молока

Напитки на основе молока, в основном коровьего:
- кефир — кисломолочный напиток, получаемый из цельного или обезжиренного коровьего молока путём кисломолочного и спиртового брожения с применением кефирных «грибков», молочнокислых стрептококков и палочек, уксуснокислых бактерий и дрожжей;
- айран — кисломолочный напиток на основе тураха, катыка или разновидность кефира у тюркских, северокавказских, южнокавказских, балканских и турецких народов;
- ацидофилин — кисломолочный продукт, который изготавливается путём сквашивания пастеризованного коровьего молока при помощи особых бактерий (ацидофильная палочка (Lactobacillus acidophilus), кефирные грибки, молочнокислый стрептококк);
- жидкий йогурт — кисломолочный продукт с повышенным содержанием сухих веществ, изготовляемый путём сквашивания протосимбиотической смесью чистых культур Streptococcus thermophilus (термофильный стрептококк);
- ряженка — кисломолочный напиток, получаемый из коровьего топлёного молока молочнокислым брожением. Традиционный национальной продукт русской, белорусской и украинской кухонь.

Из молока производятся несколько традиционных алкогольных напитков. Они распространены, в частности, в Средней Азии, у народов Монголии и Сибири. Алкоголь возникает в процессе сбраживания молока млекопитающих (например, коровьего, верблюжьего или кобыльего). Перебродившее молоко может являться готовым напитком, или служить сырьём для дистилляции более крепких спиртных напитков.
Напитки, получаемые без перегонки путём сбраживания молока:
- кумыс — приготовляется из молока кобылы, может содержать 5—6 % алкоголя.
- хурэмгэ — бурятский напиток из коровьего молока, цвет: мутно-зеленоватый.
- билк — японское молочное пиво.
- шубат — кисломолочный напиток из верблюжьего молока. Традиционный напиток казахов. У туркменов имеется аналогичный напиток под названием чал.

Напитки, получаемые с помощью дистилляции сброженого молока (также называемые молочными водками):
- арак, арака, кумышка — дистиллят из кумыса. На территории Удмуртии, Башкирии и Республики Марий Эл, перегнанное закисшее кобылье молоко называют «кумышка». «Араком» может также называться практически любой дистиллят[7]
- архи — молочная водка у народов Монголии и Южной Сибири[8]
- тарасун — дистиллят хурэмгэ (по Далю: перегнанная вторично молочная водка, м. сиб. очищенная кумышка)[9].

## Горячие напитки

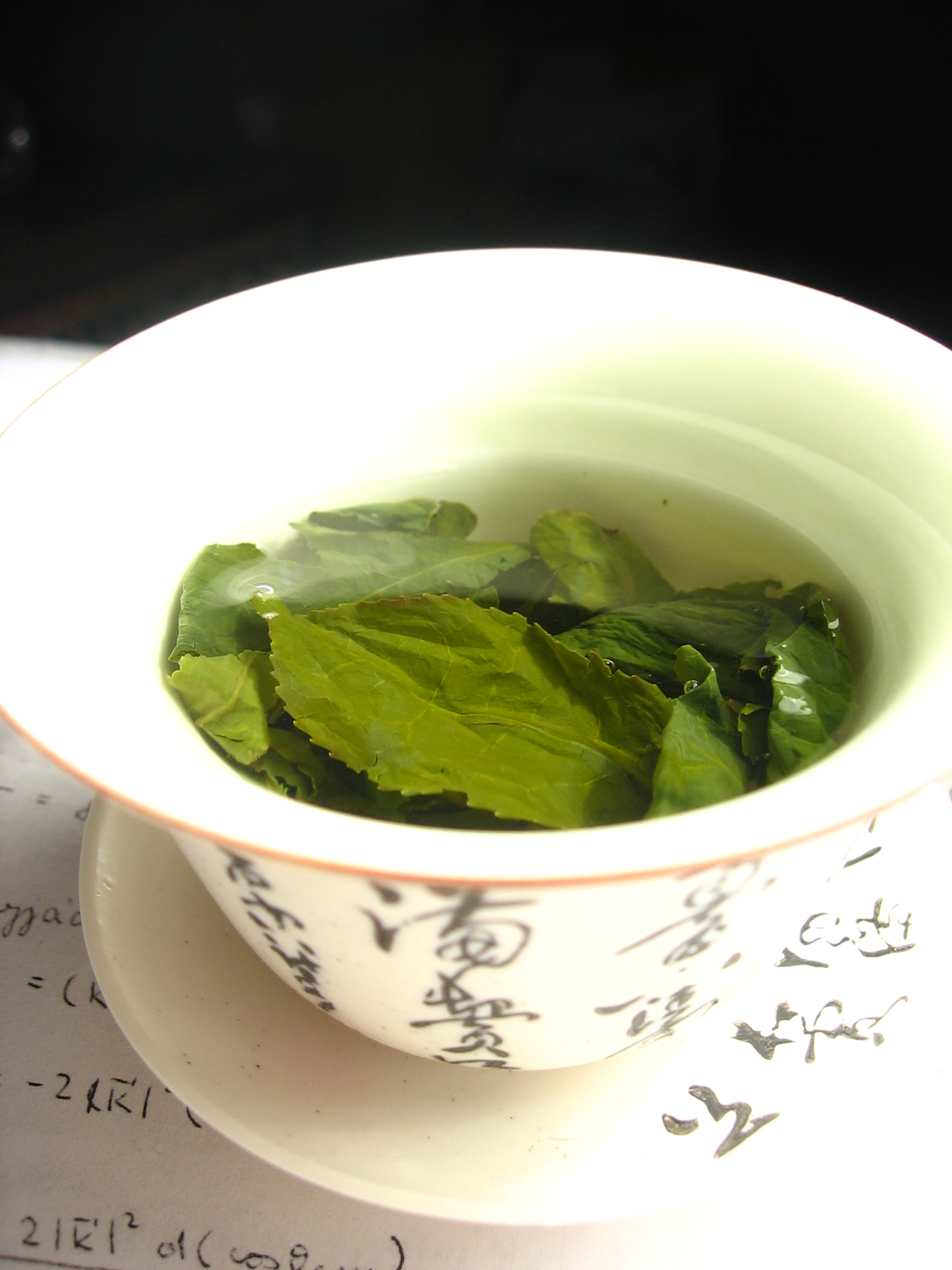
Чашка зелёного чая.

Традиционно в нагретом виде употребляют следующие напитки:
- Какао (напиток) — напиток, в состав которого обязательно входит какао, а также молоко (или вода) и сахар. Напиток обычно безалкогольный.
- Чай — напиток, получаемый варкой, завариванием и/или настаиванием листа чайного куста, который предварительно подготавливается специальным образом.
- Каркаде — травяной чайный напиток ярко-красного или бордового цвета и сладковато-кислый на вкус, изготавливаемый из сушёных прицветников цветков розеллы, или суданской розы (лат. Hibiscus sabdariffa) из рода гибискус.
- Кофе — напиток из жареных и перемолотых зёрен кофейного дерева.
- Мате — напиток из высушенных и измельчённых листьев падуба парагвайского. Его широко употребляют в странах Южной Америки: Аргентине, Парагвае, Уругвае и в южных регионах Бразилии.
- Глинтвейн — горячий алкогольный напиток на основе красного вина, нагретого до 70—80 градусов с сахаром и пряностями (специями).
- Сбитень — старинный восточнославянский напиток из воды, мёда и пряностей, в число которых нередко входили лечебные травяные сборы.
- Копорский чай — чайный напиток из кипрея, широко применявшийся в царской России в качестве дешёвой подмеси к дорогостоящему китайскому чаю.
- Горячие отвары.